# Бокамнан
Бокамнан (фр. Boscamnant) насеље је и општина у западној Француској у региону Поату-Шарант, у департману Приморски Шарант која припада префектури Жонзак.
По подацима из 2011. године у општини је живело 412 становника, а густина насељености је износила 29,47 становника/km². Општина се простире на површини од 13,98 km². Налази се на средњој надморској висини од 84 метара (максималној 117 m, а минималној 27 m).

## Демографија
| 1962. | 1968. | 1975. | 1982. | 1990. | 1999. | 2011. |
| ----- | ----- | ----- | ----- | ----- | ----- | ----- |
| 322   | 331   | 363   | 373   | 321   | 346   | 412   |

График промене броја становника у току последњих година